# کلاودیا ترائیساک
کلاودیا ترائیساک (اسپانیایی: Claudia Traisac‎؛ زادهٔ ۱۴ دسامبر ۱۹۹۲) بازیگر اهل اسپانیا است.
از فیلم‌ها یا برنامه‌های تلویزیونی که وی در آن نقش داشته‌است، می‌توان به روز هفتم، بگو چطور شد، اسکوبار: بهشت گمشده و سونات سکوت  اشاره کرد.